# Фредерик (окръг, Вирджиния)
Вижте пояснителната страница за други значения на Фредерик.
Окръг Фредерик (на английски: Frederick County) е окръг в щата Вирджиния, Съединени американски щати. Площта му е 1077 km², а населението - 59 209 души (2000). Административен център е град Уинчестър.